# Fredrik Dahlgren
Om författaren se: Fredrik August Dahlgren.
Fredrik Axel Dahlgren, född 26 juni 1893 i Skara, död 24 november 1971, var en svensk elektroingenjör. 
Dahlgren, som var son till lektor Sven Dahlgren och Augusta Frölich, blev filosofie kandidat vid Uppsala universitet 1915, utexaminerades från Kungliga Tekniska högskolan 1920 och blev teknologie doktor 1929 på avhandlingen A General Electro-Magnetic Theory of Electrical Machines. Han var anställd vid The Fuller Electrical & Manufacturing Co. i London 1920–1922, vid Statens provningsanstalt och Patentverket 1923–1924, vid Stockholms elverk 1924–1944, byråingenjör 1928–1944, docent i teoretisk elektroteknik vid Kungliga Tekniska högskolan 1930–1944 och professor i elektromaskinlära där 1944–1959. 
Dahlgren var ordförande i Svenska elektroingenjörsföreningen 1942–1944, generalsekreterare i svenska centralkommittén för internationella ingenjörskongresserna 1941–1950, styrelseledamot i Svenska elektriska kommissionen 1938–1966 och redaktör för Kungliga Tekniska högskolans handlingar 1945–1964. Han invaldes 1941 i Kungliga Ingenjörsvetenskapsakademien. 